# Saint-Eustache

Saint-Eustache é uma cidade do Canadá, província de Quebec, e parte da região metropolitana de Montreal. Sua população é de 40 378 habitantes (do censo nacional de 2001). Está localizado na parte superior do Rio São Lourenço, na margem norte, a 6 km do centro de Montreal.